# Paepalanthus prostratus
Paepalanthus prostratus är en gräsväxtart som beskrevs av Friedrich August Körnicke. Paepalanthus prostratus ingår i släktet Paepalanthus och familjen Eriocaulaceae. Inga underarter finns listade i Catalogue of Life.